# Walther Fuchs (Jurist)
Walther Kurt Fuchs (* 27. August 1891 in Murrhardt; † 5. September 1982) war ein württembergischer Jurist und 1956 zuletzt Präsident des württembergisch-badischen Verwaltungsgerichtshofs in Stuttgart.

## Leben
Der Sohn eines Gymnasialprofessors studierte von 1910 bis 1914 Rechtswissenschaften an der Universität Tübingen und der Universität Kiel. Er trat 1910 zunächst dem Tübinger Wingolf, später auch dem Kieler Wingolf bei.
Während des Ersten Weltkriegs absolvierte er in seiner Militärzeit die erste höhere Justizdienstprüfung. 1919 kam er als Referendar zum Amts- und Landgericht Ulm. Nach dem zweiten Staatsexamen wurde er 1922 Amtmann beim Oberamt Ulm. 1925 wechselte er zum württembergischen Innenministerium, wo er 1926 Regierungsrat wurde. 1931 wurde er als Oberamtmann Leiter des Oberamts Besigheim.
Zum 1. Mai 1933 trat er in die NSDAP ein (Mitgliedsnummer 2.342.035). Ab 1. November 1933 leitete er das Oberamt Heilbronn, das 1938 zum Landratsamt des Landkreises Heilbronn umbenannt wurde. 1939 wechselte er zur Behörde des Reichsprotektors für Böhmen und Mähren nach Prag; sein Nachfolger als Heilbronner Landrat wurde Ernst Heubach. In der besetzten Tschechoslowakei war Fuchs als Ministerialdirigent bis November 1941 als Leiter der Abteilung I des Reichsprotektors (Verwaltung, Justiz, Unterricht) eingesetzt, danach war er Vorstandsvorsitzender der Prager Sparkasse bis Anfang 1944.
Nach dem Zweiten Weltkrieg kam Fuchs zum württembergisch-badischen Verwaltungsgerichtshof nach Stuttgart, wo er 1951 Senatspräsident und im Juni 1956 Präsident wurde. Im September 1956 trat er in den Ruhestand. Zuletzt lebte er in Bad Waldsee.

## Auszeichnungen
1958 erhielt Walther Fuchs das Große Bundesverdienstkreuz.